# Горная шипоклювка
Горная шипоклювка (лат. Acanthiza katherina) — вид воробьинообразных птиц из семейства шипоклювковых (Acanthizidae). Распространена в Австралии. Обитает во влажных лесах на плато Атертон в северо-восточном Квинсленде на высоте выше 450 метров. Крылья жёлтые. Брюшко, грудь, бока и шея белого цвета. Лоб рыжевато-коричневый. Горло и лоб в нечётких пятнышках.